# Делатр, Пьер-Адольф
Пьер-Адольф Делатр (фр. Pierre Adolphe Delattre; 12 февраля 1805 — 3 января 1854) — французский орнитолог и художник.

## Биография
В период с 1831 по 1851 годы Делатр предпринял несколько экспедиций в Америку. Основной интерес для него представляло исследование колибри. Делатр совместно с Жюлем Бурсье и Рене Примевэром Лессоном изучал многочисленные виды колибри из Центральной и Южной Америки.
Он посещал школу французского художника Жана-Батиста Изабе. Как и его брат Августин-Генри Делатр (1801—1867), который также был художником и натуралистом, Пьер-Адольф рисовал многочисленные картины. Во то время, как Генри рисовал прежде всего лошадей, а также других животных, Адольф изображал портреты людей. Среди прочих картин Делатр создал:
- Портрет французского маршала Жерара 17 апреля 1830[1];
- A Young Boy with his Sister in Extensive Landscape, 1836[2]
- A gentleman, a book under his left arm, wearing black coat, brown waistcoat, white trousers, 1858[3]

В 1833 году в Рио-де-Жанейро он создал группу миниатюрных портретов для дома Габсбургов. Его первая поездка в Америку на парусном судне привела его сначала в Сан-Франциско в Калифорнии. Отсюда он начал путешествие по Центральной Америке, которое привело его через Гватемалу в Никарагуа. Шарль Люсьен Бонапарт описал в 1854 году результат его коллекций в публикации «Notes ornithologiques sur les collections rapportées en 1853 par M. A. Delattre». Затем Делатр отправился в исследовательскую экспедицию в Перу, Эквадор и тогдашнее вице-королевство Новая Гранада, которая привела его, наконец, до перешейка Панамы. Оттуда он привёз с собой в Париж богатую коллекцию птиц, которую он продал Томасу Беллерби Уилсону. Из Перу он привёз также белоголовую оляпку (Cinclus leucocephalus), которую передал для анализа Иоганну Якобу фон Чуди.

## Почести
Рене Примевэр Лессон посвятил Делатру в 1839 году красночубую кокетку (Lophornis delattrei).
Следующий вид с именем Делатра был описан в 1847 году французским орнитологом Фредериком де Ла Френе под именем светлохохлая украшенная танагра (Tachyphonus delatrii).

## Труды
- Ornithologie d'Europe, Douai, 1844, 2 тома с 380 акварелями птиц[7]
- Album d'ornithologie européenne, Douai, 1844[8]
- Oiseaux-Mouches nouveaux au très rares, decouverts par M. De Lattre dans son voyage en Amérique et décrits par MM. De Lattre et Lesson, Revue Zoologique par La Société Cuvierienne, 1839, Seite 13ff.[9]
- Description d'un Oiseau-Mouche noveau, Ornismya Helenæ, Revue Zoologique par La Société Cuvierienne, 1843, Seite 133[10]
- Note sur les mœurs du Couroucou Pavonin, et détails sur les contrée qu'il habite, Revue Zoologique par La Société Cuvierienne, 1843, Seite 163ff.[11]
- Nouvelle espèce d'oiseau mouche des plus remarqubles, (ornismya helenæ) par A. De Lattre, L'Écho du Monde Savant, II, 1843, No42, Seite 991f
- Oiseaux-Mouches nouveux ou peu connus, découverts a Guatimala, par M. A. Delattre, L'Écho du Monde Savant, II, 1843, No45, Seite 1068f
- Ornismya rutila, L'Écho du Monde Savant, II, 1843, No45, Seite 1069
- Ornismya eximia, L'Écho du Monde Savant, II, 1843 No45, Seite 1069
- Ornismya constantii, L'Écho du Monde Savant, II, 1843 No45, Seite 1069
- Ornismya longirostris, L'Écho du Monde Savant, 1843, No45, Seite 1070
- Description de quinze espèce nouvelle de Trochilidèe, faisant partie de collections rapportées par M. Ad. De Lattre dont le précédentes excursions ont déjà enrichi plusieurs branches de L'histoire naturelle, et provenant de L'intérieur de Pérou, de républiques de l'Équateur, de la Nouvelle-Grenade et del'isthme de Panama par MM. Ad. De Lattre et J. Boucier, Revue Zoologique par La Société Cuvierienne, 1846, Seite 20ff[12]